# Dolicheremaeus szentivanyi
Dolicheremaeus szentivanyi är en kvalsterart som beskrevs av Balogh 1968. Dolicheremaeus szentivanyi ingår i släktet Dolicheremaeus och familjen Tetracondylidae. Inga underarter finns listade i Catalogue of Life.